# Kiki Stenfelt
Ingrid Marianne (Kiki) Stenfelt, född 13 mars 1920 i Helsingborg, död 3 mars 2003 i Enskede församling i Stockholm, var en svensk orkesterledare och lindy hop-dansare. 

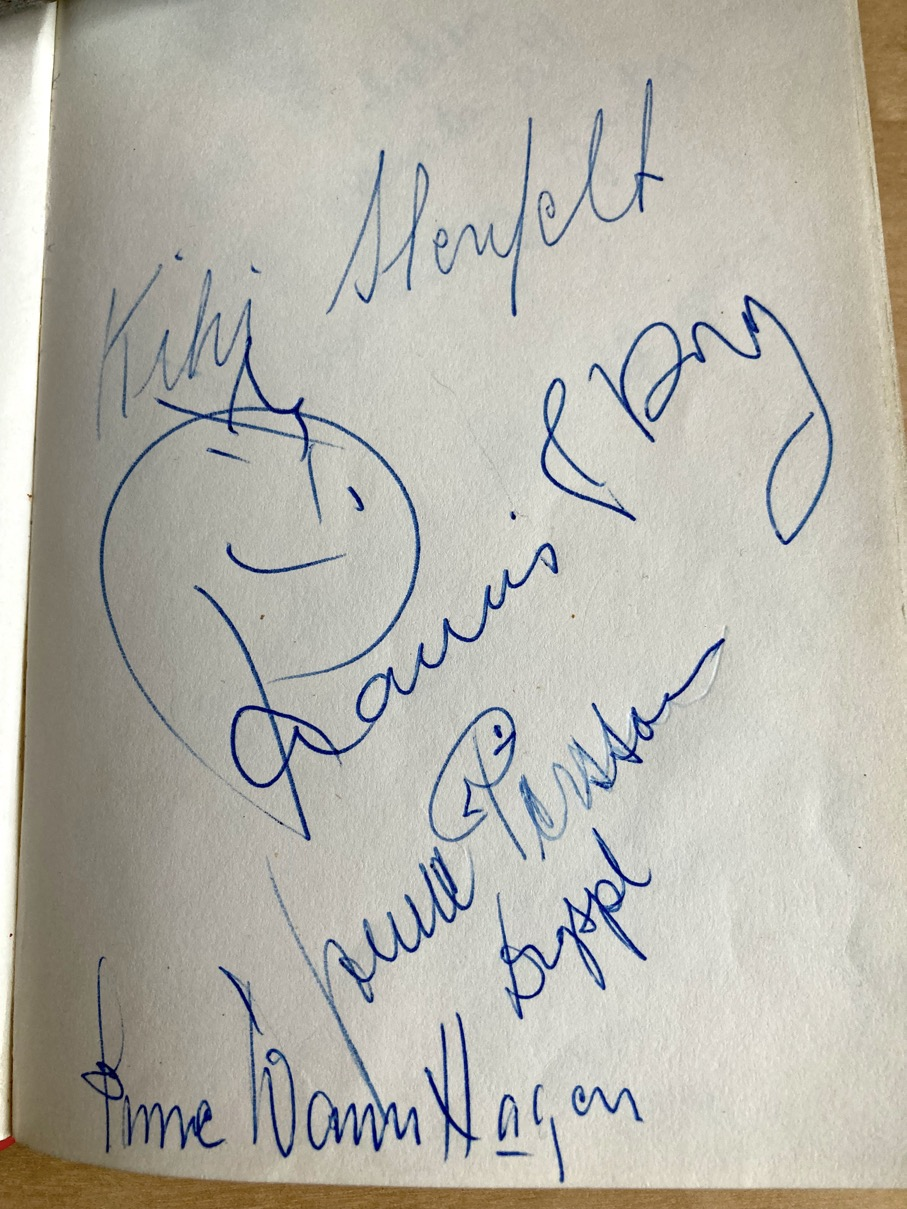
Autograf av Kiki Stenfelt samt några orkestermedlemmar på turné i Värmland under 1950-talet.

## Biografi
Kiki Stenfelt var tekniker vid Stockholms stads byggnadskontor. Hon gifte sig 12 december 1943 med artisten Charles William Sixten Åkerblom, född 16 mars 1913 i Stockholm, död 1 augusti 1986. Frånskild 4 november 1959.
Hon ledde damorkestern Kiki Stenfelts Hawaii-ensemble senare Kiki Stenfelts Hawaiiorkester. - "Kicki ledde en för sin tid bejublad Hawaii-orkester som dessutom utgjorde mycket svår konkurrens till 50-talets store Hawaii-kung Yngve Stoor".
Kiki Stenfelt var en av Sveriges första lindy hop-dansare och medlem i dansparet Francis & Day  (William Åkerblom och Kiki Stenfelt). Vid sportdanstävlingen "Ungdom med stil"  i Kungliga Tennishallen i Stockholm den 30 september 1944 var Kiki Stenfelt en av jurymedlemmarna.
Kiki Stenfelt är gravsatt på Skogskyrkogården i Stockholm.

## Diskografi (urval)
- Hamnens ljus 1948 [12]
- Söderhavets sång 1951 [13][14][15]

Se även Svensk mediedatabas 

## Filmografi
- Lärarinna på vift, 1941 [18]
- Hem från Babylon, 1941 [19]
- Ungdom med stil 1944 [9]